# Sdružený operátor
Sdružený operátor nebo též adjungovaný operátor je významný pojem ve funkcionální analýze.

## Definice
Jsou-li {\displaystyle {\mathcal {H}}} a {\displaystyle {\mathcal {K}}} Hilbertovy prostory, pak k lineárnímu operátoru {\displaystyle T:{\mathcal {H}}\rightarrow {\mathcal {K}}} sdruženým operátorem {\displaystyle T^{*}:{\mathcal {K}}\rightarrow {\mathcal {H}}}, nazveme takový operátor, který splňuje: {\displaystyle \langle Tx,y\rangle =\langle x,T^{*}y\rangle \quad \forall x\in {\mathcal {H}},y\in {\mathcal {K}}.}
Rieszova věta zaručuje existenci a jednoznačnost sdruženého operátoru.
Často se pro sdružený operátor též používá značení {\displaystyle A^{\dagger }}, ve fyzice někdy {\displaystyle A^{+}}.

## Vlastnosti

### Základní vlastnosti
- {\displaystyle T^{**}=T}
- {\displaystyle (S+T)^{*}=S^{*}+T^{*}}
- {\displaystyle (ST)^{*}=T^{*}S^{*}}
- {\displaystyle (\lambda T)^{*}={\overline {\lambda }}T^{*}}
- Je-li {\displaystyle T} invertibilní, tak: {\displaystyle (T^{*})^{-1}=(T^{-1})^{*}}
- V prostoru konečné dimenze sdruženému operátoru odpovídá komplexně sdružená transponovaná matice, tzv. hermiteovsky sdružená neboli adjungovaná matice.

### Vlastnosti normy operátoru
Máme-li běžnou operátorovu normu
{\displaystyle \|T\|=\sup _{\|x\|\leq 1}\|Tx\|}
Tak platí:
{\displaystyle \|T\|=\|T^{*}\|}
A navíc:
{\displaystyle \|T^{*}T\|=\|T\|^{2}}

### Vztah jádra a obrazu
Jádro sdruženého operátoru je ortogonální na obraz původního operátoru, tj.:
{\displaystyle \operatorname {Ker} \ T^{*}=(\operatorname {Im} \ T)^{\bot }}
{\displaystyle (\operatorname {Ker} \ T^{*})^{\bot }={\overline {\operatorname {Im} \ T}}}
Prvá rovnost platí protože:
{\displaystyle {\begin{aligned}T^{*}x=0&\iff \langle T^{*}x,y\rangle =0\quad \forall y\in {\mathcal {H}}\\&\iff \langle x,Ty\rangle =0\quad \forall y\in {\mathcal {H}}\\&\iff x\ \bot \ \operatorname {Im} \ T\end{aligned}}}
Druhá rovnost vznikne jednoduše z první vzetím ortogonálního doplňku obou stran.